# Caobangia ceylonica
Caobangia ceylonica är en ringmaskart som beskrevs av Jones 1974. Caobangia ceylonica ingår i släktet Caobangia och familjen Sabellidae. Inga underarter finns listade i Catalogue of Life.